# 交響曲第1番 (ドヴォルザーク)
交響曲第1番 ハ短調 B. 9 は、アントニン・ドヴォルザークが1865年に作曲した交響曲であり、最初の交響曲である。『ズロニツェの鐘』（チェコ語: Zlonické zvony）という副題が付けられている。

## 概要
本作は1865年の2月11日から3月24日にかけて作曲されたものであり、ドイツのコンクールに提出されたが入選せず、総譜も失われたために生前には演奏も出版もされなかった。また通し番号も付けられず、かつては現在の『第6番 ニ長調』（作品60, B. 112、ドヴォルザークの交響曲で最初に出版された）に「第1番」という通し番号が付けられていた。
ドヴォルザークの死後、1923年にプラハの歴史学者ルドルフ・ドヴォルザーク（作曲者と血縁はない）の遺品の中からそのスコアが発見された。初演は1936年10月4日にブルノでミラン・サックス指揮、ブルノ国立劇場管弦楽団によって行われたが、所有者の遺族は出版を許可せず、1961年になってようやく国立音楽出版社から出版された。
なお、副題にある「ズロニツェ」とは、プラハの西方にある町で、ドヴォルザークが家業の肉屋を継ぐための修業で少年時代をここで過ごし、また彼が初めて音楽の勉強をした町である。

## 楽器編成
ピッコロ、フルート2、オーボエ2、コーラングレ、クラリネット2、ファゴット2、ホルン4、トランペット2、トロンボーン3、ティンパニ、弦五部

## 曲の構成
全4楽章、演奏時間は約53分（第1楽章の繰り返しを含む）。
- 第1楽章 （マエストーソ） – （アレグロ）※ドヴォルザークの手稿にテンポの指定はない。
ハ短調、2分の2拍子（アラ・ブレーヴェ） - 4分の3拍子、序奏部付きのソナタ形式（提示部反復指定あり）。

序奏部は短いが、重要な動機を含んでいる。第1主題は弦楽器で提示され、長大な第1主題部を形成してゆく。経過部の後、再び第1主題を確保してしばらくすると落ち着き、歌謡的な第2主題が提示される。再び熱気を取り戻し、第2主題も大いに発展してから弦楽器が悲哀をこめた句を出して、厳かに提示部を締めくくる（この提示部には反復指定があるが、実際の演奏では他の交響曲同様にほとんど実行されない）。
展開部は荘厳に開始され、序奏の動機や両主題を扱って発展する。序奏が戻り、第1主題部の後半から再現部に入る。そのまま第2主題が型通り再現されるが提示部にあった長い発展は省略され、まもなくコーダとなる。終盤でようやく第1主題の前半部分が再現される。

- 第2楽章 アダージョ・ディ・モルト
変イ長調、4分の2拍子、三部形式。

フガートをはじめとする対位法的書法が見受けられる。フェルマータを用いた重々しい和音の導入句に続いて主要主題が提示される。
中間部では新たに主題が登場し、後半では二重フガートがみられ、再現部でも中間部の主題が登場するので「A-B-A-B-A」の一種のロンド形式と見なすことも可能。

- 第3楽章 アレグレット
ハ短調、4分の2拍子、三部形式。

明記こそないが、スケルツォに相当する楽章。主部は軽快なカノン的書法。中間部は変ホ長調で、より豊かな旋律的材料を扱う。

- 第4楽章 フィナーレ：アレグロ・アニマート
ハ長調、4分の2拍子、自由なロンド形式（A-B-A-C-B-A'-C-B-A'-コーダ）。

主要主題に基づく導入の後、オーボエで陽気で牧歌的な主要主題（A）が提示される。第1副主題（B）は主要主題から派生したもので、シューマンを彷彿させる明るいもので雰囲気は主要主題と大差ない。主要主題や第1楽章の序奏動機なども現れながら再び主部に戻り、主要主題が全合奏で奏されると、すぐに第2副主題部（C）に入る。この部分は大いに発展し、長大である。
主要主題は戻らずに第1副主題が現れる。前と同様に主要主題の断片が次々と奏されるが、明確には再現されず再び第2副主題が戻る。今度はすぐに第1副主題が戻り、続いて主要主題が現れ、第2副主題も顔を見せる。そのままの勢いでコーダに入り、華やかに全曲を締めくくる。